# 若彦トンネル

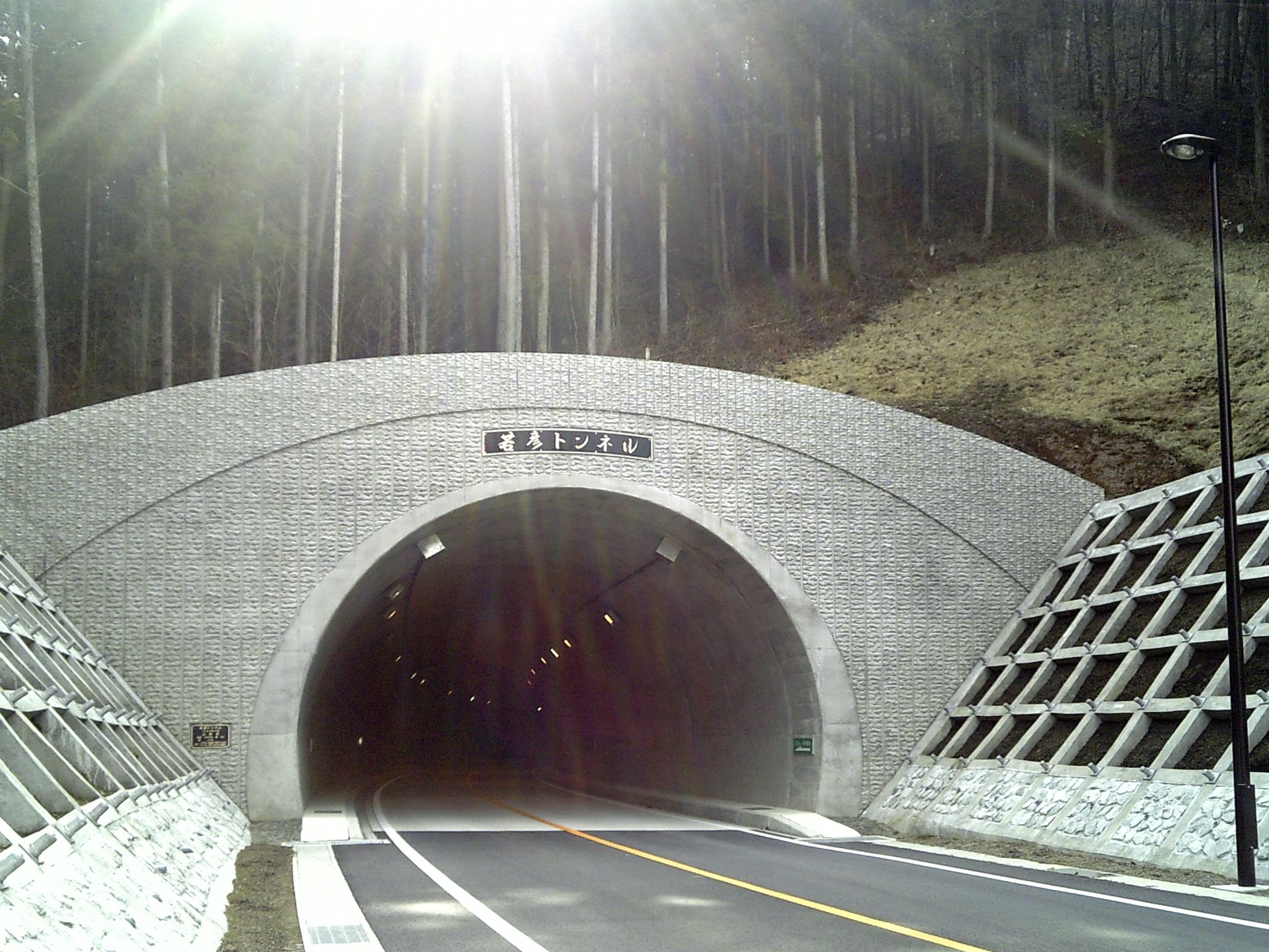
若彦トンネル北口（芦川側）

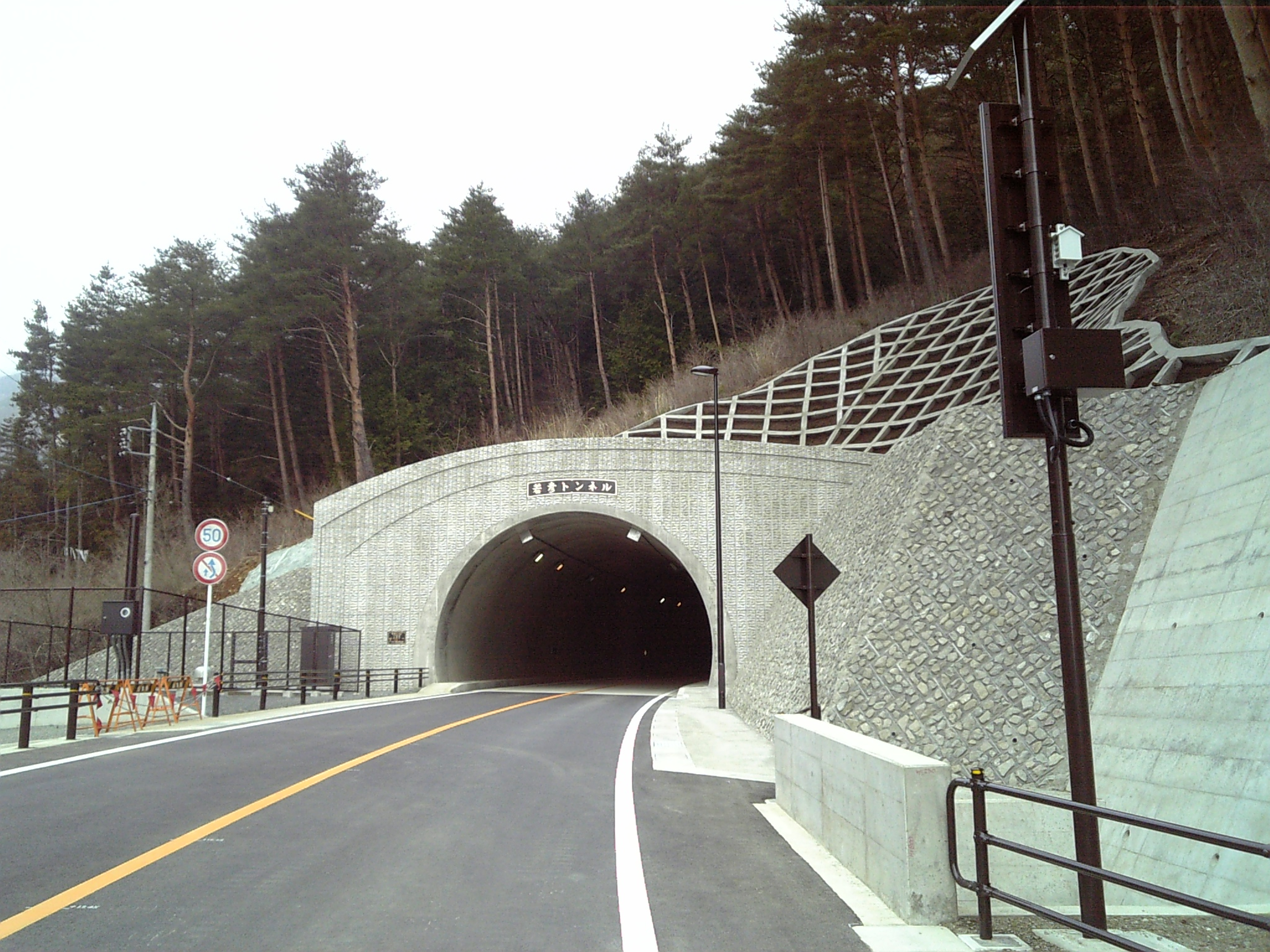
若彦トンネル南口（河口湖側）

若彦トンネル（わかひこトンネル）は、山梨県笛吹市芦川町（旧芦川村）上芦川地区と同県南都留郡富士河口湖町大石地区の境にある山梨県道719号富士河口湖芦川線のトンネルである。

## 概要
- 長さ2,615m
- 車線数:2車線

甲府盆地と富士五湖地域間を結ぶ道路は従来、新御坂トンネル経由の国道137号及び、甲府市と精進湖湖畔を結ぶ国道358号の2ルートのみであったが、災害時の避難ルートや物資の運送ルートなど代替路線の増設として、前述の2つの国道の中間に若彦トンネルは建設された。御坂山地のほぼ中央部にある大石峠の直下を貫いており、山梨県の県道では最も長いトンネルである。若彦の名称は同トンネルを含む同県道上のルートが甲斐国（山梨県）と駿河国（静岡県）を結ぶ古道である若彦路であることから名付けられた。
トンネル北坑口（芦川側）の標高は1,009メートルであるのに対し南坑口（河口湖側）の標高は944メートルと、標高差が約65メートルあり、下り坂となる河口湖方面へ走行する際はスピードに注意が必要である。また掘削により発生した湧水を利用した若彦トンネル湧水発電所が河口湖側にある。

## 歴史
- 2004年:着工
- 2008年8月:貫通
- 2010年3月27日:供用開始